# 後三年之役
後三年之役（ごさんねんのえき）是平安時代後期發生在陸奧・出羽（東北地方）的戰役。後三年之役之後，成為東北地方霸者的俘囚・出羽清原氏滅亡，奧州藤原氏奠定在東北的基礎，河內源氏確立其在東國的地位。

## 背景
康平6年(1063)，因於前九年之役中協助討伐奧州安倍氏有功，朝廷晉升出羽清原氏・清原武則為鎮守府將軍。而後，清原武則更接任其兄長清原光頼成為清原氏總領，將大本營從出羽轉移至膽澤城，成為陸奧國錯誤：語言代碼「奥六郡」不存在(原安倍氏管轄範圍)與出羽國仙北三郡的霸主。清原武則嫡孫清原真衡也協助朝廷驅逐北方夷狄，征服閉伊、糠部、津輕等地，使清原氏勢力向北擴散(延久蝦夷合戰)。

## 清原氏分裂
清原真衡本身沒有子嗣，故其收陸奧南部地區豪族海道平氏的清原成衡為養子；清原成衡後娶源賴義的女兒為妻，清原真衡藉此與源氏、平氏等武士拉近關係。然，在清原成衡的婚禮上，清原真衡與清原武則女婿吉彦秀武產生衝突，不忍受辱的吉彦秀武返回出羽，清原真衡見此，欲討伐之。
另一方面，前九年之役中投靠安倍氏的藤原經清，其遺孀——前安倍氏族長安倍賴時女兒於戰後改嫁清原武則嫡子清原武貞，並與之生下清原家衡；其遺孤藤原清衡也在清原氏照料下成長。清原真衡與清原家衡、藤原清衡素有嫌隙，吉彦秀武藉此拉攏二人至己陣營。

## 源義家介入與清原真衡之死
永保3年(1083)秋，源賴義嫡子源義家出任陸奧守，清原真衡立馬前往國府準備三日厨為其慶賀，並贈送大量禮物；而後，清原真衡進軍出羽討伐吉彦秀武。當清原真衡出兵後，清原家衡與藤原清衡聯軍趁此機會攻打清原真衡的大本營，但在源義家及時來援的情況下大敗，兩人都向源義家投降，然清原真衡在進軍出羽的路上急病而死。

## 藤原清衡與清原家衡之爭
清原真衡死後，源義家沒收清原氏總領三代相傳的奧六郡郡司職位，更將奧六郡平分給藤原清衡與清原家衡，藤原清衡得和賀郡、江刺郡及膽澤郡；清原家衡得岩手郡、紫波郡及稗貫郡。
源義家陸奧守任期最後一年，應德3年（1086年）秋，清原家衡因認為源義家過度褒獎藤原清衡，故出兵襲擊藤原清衡的居所，不但火燒其宅邸，更殺其妻兒；而後，清原家衡退守出羽國沼柵(現秋田縣橫手市雄物川町)。源義家見此，出兵攻打沼柵，然圍攻數月仍無法攻克，外加飢寒等因素，只得撤軍；清原家衡則得到叔父清原武衡的援助，轉移至更加堅固的金澤柵。
寬治元年(1087)9月，源義家在無朝廷下發官符的情況下，動員郎黨征討清原家衡，其弟源義光也趕來支援。征討軍圍攻金澤柵許久，仍無法攻克，源義家見此，轉而襲擊對方糧倉。籠城戰持續多時，金澤柵內的婦孺前來投降，然在投靠源義家的吉彦秀武的建議下，源義家屠殺上述之婦孺。11月14日，征討軍攻入城中，清原武衡被捕後遭到斬首，偽裝成下人的清原家衡也遭到斬殺。

## 戰後
朝廷將此戰爭認定為私合戰，源義家及其郎黨沒有獲得任何獎賞，翌年，源義家也沒有續任陸奧守；其弟源義光也因擅自出兵而遭解除左衛門尉的職務。戰時，源義家挪用應上繳予朝廷的租稅充當軍資，戰後又用來犒賞郎黨，使源義家向朝廷欠下巨額債務。雖然於戰後，諸國皆有百姓因仰慕源義家聲望，而向其捐贈田地，然，寬治5年(1091)6月，白河院下命禁止百姓向源義家進獻田地；且當時，源義家與其弟源義綱產生衝突，白河院藉此向五畿七道下發宣旨，禁止源義家郎黨入京，此舉大幅度的限制源義家郎從的行動。源義家晚年時起，河內源氏一門內部分裂，河內源氏嫡流勢力衰退。
而在奧羽地區權力空白期間，藤原清衡將其勢力範圍擴及至清原家衡、清原武衡等敗戰者的領地，而後，藤原清衡又補任陸奧押領使，成為奧羽區地區軍事霸主。11世紀末，藤原清衡廢棄位於奧六郡與陸奧南部諸郡交界處的衣川柵，而搬遷至衣川柵南部的平泉，並整修奧羽地區的道路，使平泉日後成為奧羽地區的貿易樞紐及政治中心。藤原清衡及其後代子孫(奧州藤原氏)壟斷北方貿易，並透過陸奧特產的砂金、馬匹等物品與朝廷保持良好關係，逐漸形成半獨立政權。

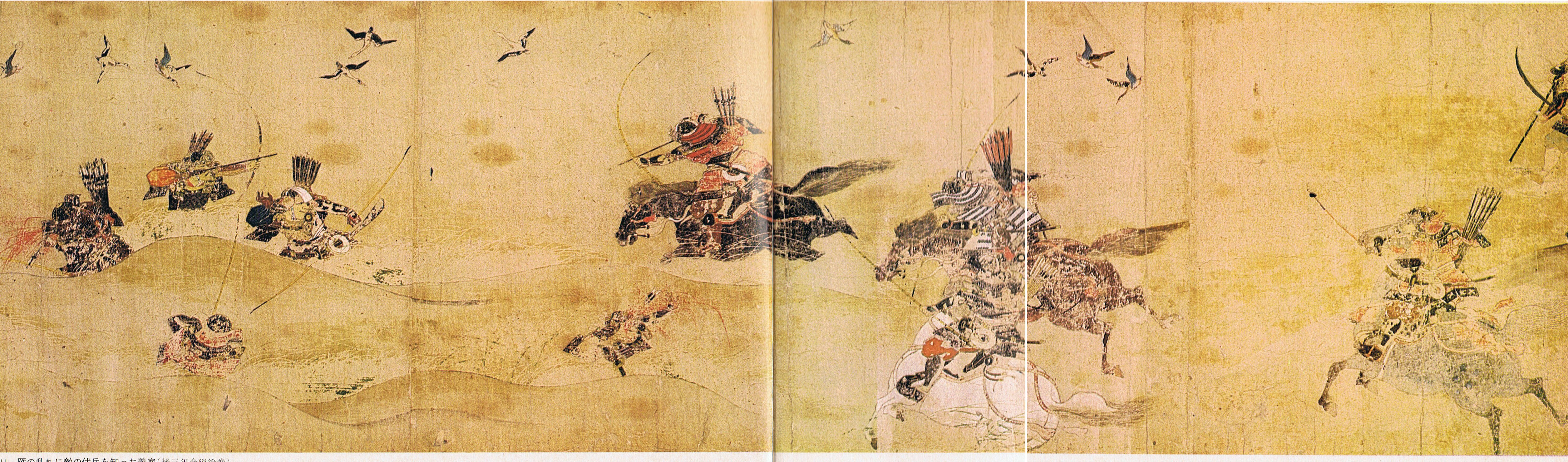
『後三年合戰繪巻』（金澤柵付近、1087年）